# Gan Chajjim
Gan Chajjim (hebr. גן חיים) – moszaw położony w samorządzie regionu Derom ha-Szaron, w Dystrykcie Centralnym, w Izraelu.

## Historia
Moszaw został założony w 1935.

## Gospodarka
Gospodarka moszawu opiera się na intensywnym rolnictwie.